# Crossandra armandii
Crossandra armandii är en akantusväxtart som beskrevs av Raymond Benoist. Crossandra armandii ingår i släktet Crossandra och familjen akantusväxter. Inga underarter finns listade i Catalogue of Life.